# Sałaty (okręg poniewieski)
Sałaty (lit. Saločiai) – miasteczko na Litwie, położone w okręgu poniewieskim, w rejonie poswolskim, nad rzeką Muszą. Miasteczko leży w pobliżu granicy z Łotwą i liczy 913 mieszkańców (2001). Dawniej jeden z ośrodków Karaimów na Litwie.